# Ocotea rubrinervis
Ocotea rubrinervis är en lagerväxtart som beskrevs av Carl Christian Mez. Ocotea rubrinervis ingår i släktet Ocotea och familjen lagerväxter. Inga underarter finns listade i Catalogue of Life.